# Kabinet-Godmanis I
Het kabinet-Godmanis I was het kabinet van Letland van 7 mei 1990 tot 3 augustus 1993. Het was het eerste kabinet sinds de onafhankelijk wording van de Sovjet-Unie in 1991. Het kabinet-Godmanis I kabinet werd geleid door premier Ivars Godmanis van het Latvijas Tautas fronte. Het kabinet werd opgevolgd door het kabinet-Birkavs in 1993.

## Ministers
| Minister van                        | Naam               | Partij                 | Periode                            |
| ----------------------------------- | ------------------ | ---------------------- | ---------------------------------- |
| Premier                             | Ivars Godmanis     | Latvijas Tautas fronte | 7 mei 1990 – 3 augustus 1993       |
| Voorzitter                          | Arnis Kalniņš      | Onafhankelijk          | 7 mei 1990 – 13 november 1991      |
| Voorzitter                          | Ilmārs Bišers      | Latvijas Tautas fronte | 7 mei 1990 – 13 november 1991      |
| Minister van Defensie               | Tālavs Jundzis     | Latvijas Tautas fronte | 19 november 1991 – 3 augustus 1993 |
| Minister van Architectuur en Bouw   | Aivars Prūsis      | Onafhankelijk          | 16 mei 1990 – 3 augustus 1993      |
| Minister van Buitenlandse Handel    | Edgars Zausājevs   | Latvijas Tautas fronte | 19 november 1991 – 3 maart 1993    |
| Minister van Buitenlandse Zaken     | Jānis Jurkāns      | Latvijas Tautas fronte | 22 mei 1990 – 10 november 1992     |
| Minister van Buitenlandse Zaken     | Georgs Andrejevs   | Latvijas Ceļš          | 10 november 1992 – 3 augustus 1993 |
| Minister van Economische Zaken      | Jānis Āboltiņš     | Onafhankelijk          | 7 mei 1990 – 13 november 1991      |
| Minister van Economische Hervorming | Arnis Kalniņš      | Onafhankelijk          | 19 november 1991 – 12 januari 1993 |
| Minister van Economische Hervorming | Aivars Kreituss    | Onafhankelijk          | 19 januari 1993 – 3 augustus 1993  |
| Minister van Energie                | Auseklis Lazdiņš   | Onafhankelijk          | 15 mei 1990 – 13 november 1991     |
| Minister van Financiën              | Elmārs Siliņš      | Onafhankelijk          | 14 mei 1990 – 18 mei 1993          |
| Minister van Inrichting             | Aloizs Vaznis      | Onafhankelijk          | 4 juni 1990 – 20 november 1991     |
| Minister van Inrichting             | Ziedonis Čevers    | Onafhankelijk          | 20 november 1991 – 3 augustus 1993 |
| Minister van Martitieme Zaken       | Andrejs Dandzbergs | Onafhankelijk          | 19 november 1991 – 3 augustus 1993 |
| Minister van Cultuur                | Raimonds Pauls     | Onafhankelijk          | 16 mei 1990 – 3 augustus 1993      |
| Minister van Welzijn                | Teodors Eniņš      | Latvijas Tautas fronte | 19 november 1991 – 3 augustus 1993 |
| Minister van Landbouw               | Dainis Ģēģeris     | Latvijas Tautas fronte | 15 mei 1990 – 4 mei 1993           |
| Minister van Delfstoffen            | Edgars Zausājevs   | Latvijas Tautas fronte | 15 mei 1990 – 13 november 1991     |
| Minister van Staatsbossen           | Kārlis Bans        | Onafhankelijk          | 3 augustus 1990 – 19 november 1991 |
| Minister van Natuur                 | Kazimirs Šļakota   | Onafhankelijk          | 19 november 1991 – 3 augustus 1993 |
| Minister van Industrie              | Jānis Oherins      | Onafhankelijk          | 5 juni 1990 – 13 november 1991     |
| Minister van Industrie en Energie   | Aivars Millers     | Onafhankelijk          | 19 november 1991 – 3 augustus 1993 |
| Minister van Communicatie           | Pēteris Videnieks  | Onafhankelijk          | 22 mei 1990 – 13 november 1991     |
| Minister van Infrastructuur         | Jānis Janovskis    | Onafhankelijk          | 15 mei 1990 – 11 januari 1992      |
| Minister van Infrastructuur         | Andris Gūtmanis    | Onafhankelijk          | 4 maart 1992 – 3 augustus 1993     |
| Minister van Sociale Zekerheid      | Uldis Gundars      | Onafhankelijk          | 18 mei 1990 – 13 november 1991     |
| Minister van Onderwijs              | Andris Piebalgs    | Latvijas Tautas fronte | 18 mei 1990 – 3 augustus 1993      |
| Minister van Justitie               | Viktors Skudra     | Latvijas Tautas fronte | 5 June 1990 – 18 May 1993          |
| Minister van Handel                 | Armands Plaudis    | Onafhankelijk          | 15 mei 1990 – 13 november 1991     |
| Minister van Volksgezondheid        | Edvīns Platkājis   | Onafhankelijk          | 16 mei 1990 – 13 november 1991     |
| Minister van Politieke Zaken        | Kārlis Līcis       | Onafhankelijk          | 16 mei 1990 – 13 november 1991     |
| Minister van Visserij               | Gunārs Zakss       | Onafhankelijk          | 3 augustus 1990 – 19 november 1991 |
| Minister van Staat                  | Jānis Dinevičs     | Onafhankelijk          | 19 november 1991 – 3 augustus 1993 |

## Bron
- (lv)  Officiële website van de Letse overheid